# Neogale
A Neogale az emlősök (Mammalia) osztályának, a ragadozók (Carnivora) rendjének, a kutyaalkatúak (Caniformia) alrendjének és a menyétfélék (Mustelidae) családjába tartozó menyétformák (Mustelinae) egyik neme. Alaszkától délre Bolíviáig fordulnak elő.

## Rendszertani helyzetük
A nem tagjait korábban a Mustela és a Neovison nemekbe sorolták, de alaposabb tanulmányozás után a két nemből öt fajról kiderült, hogy a többi menyétformától különböző, monofiletikus kládot alkotnak. Egy 2021-es tanulmány szerint ez a klád a késő miocénben, 11,8-13,4 millió évvel ezelőtt vált el a Mustela nemtől, és a kládon belüli fajok közelebbi rokonságban állnak egymással, mint az összes Mustela fajjal; így a nemnek a Neogale nevet adták, amelyet eredetileg a brit zoológus John Edward Gray alkotott meg. Az Amerikai Mammalógusok Társasága (American Society of Mammalogists) el is fogadta a változtatást.

### Fajok
A nembe az alábbi 4 élő és 1 kihalt faj tartozik:
A Mustela nemből átsorolt fajok:
- amazonasi menyét (Neogale africana)
- kolumbiai menyét (Neogale felipei)
- hosszúfarkú menyét (Neogale frenata)

A Neovison nemből átsorolt fajok:
- †tengeri nyérc (Neogale macrodon) – kihalt
- amerikai nyérc (Neogale vison)

## Képek

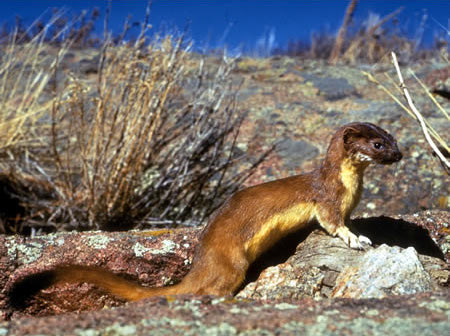
Hosszúfarkú menyét (N. frenata)
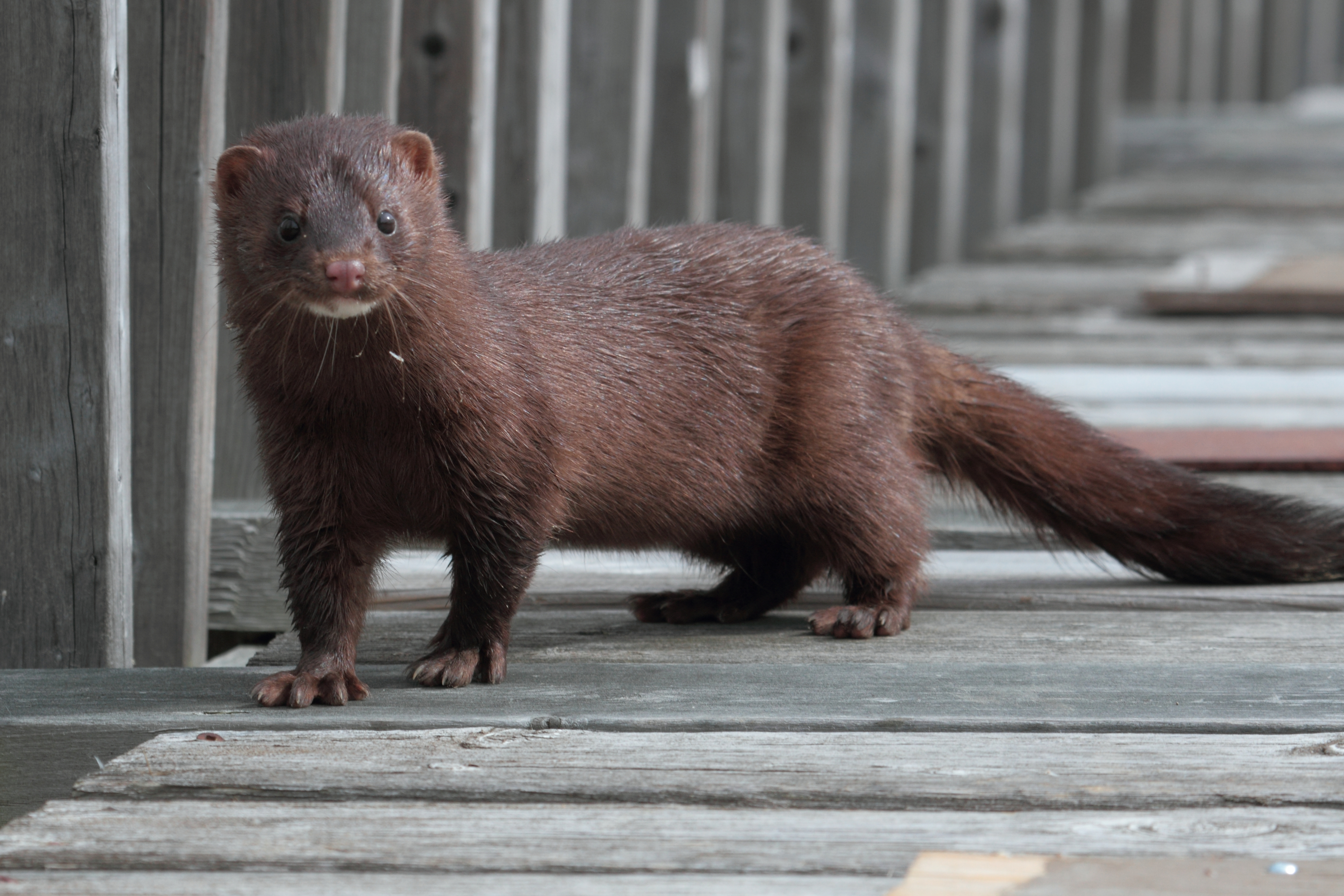
Amerikai nyérc (N. vison)
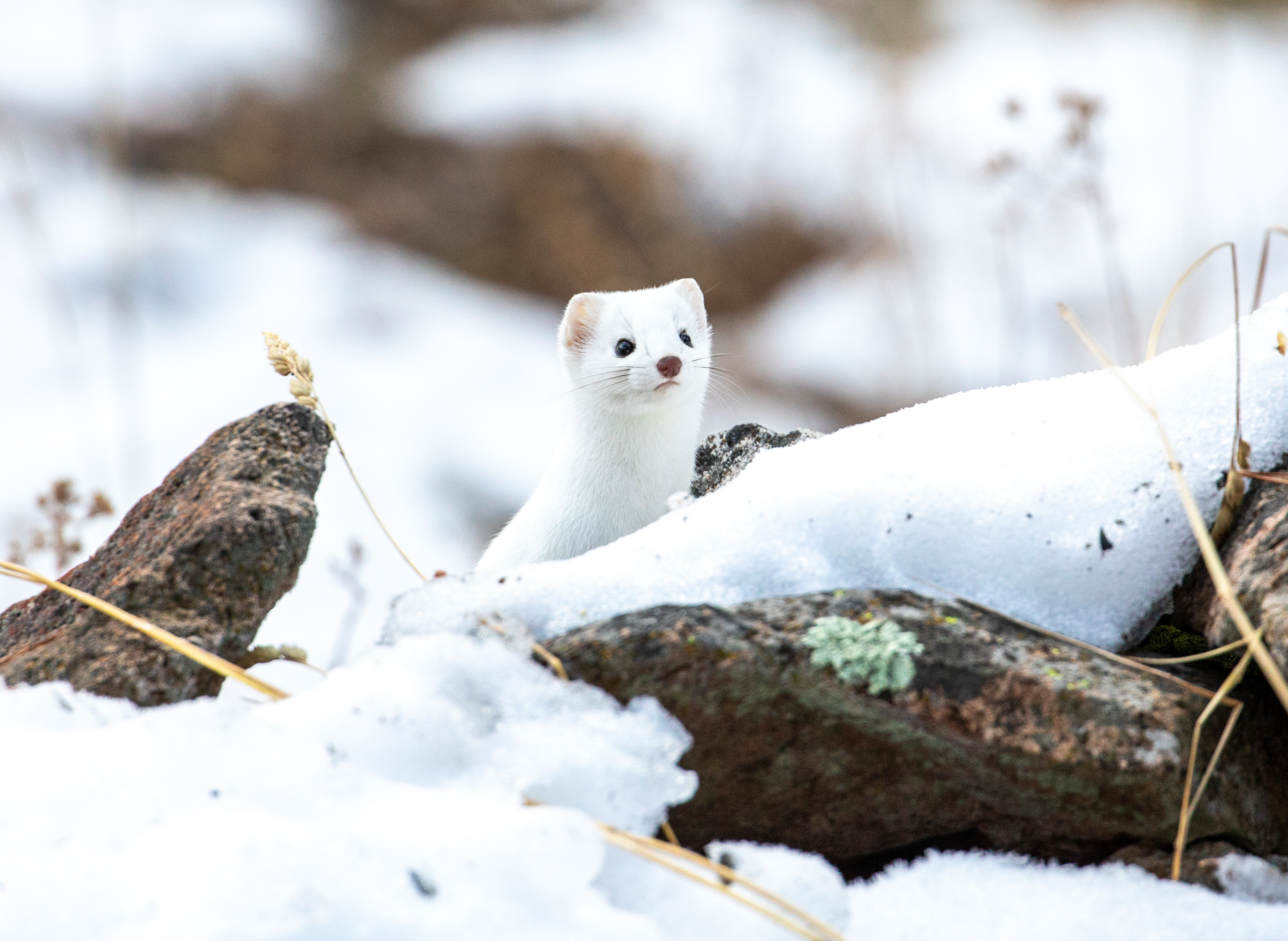
Hosszúfarkú menyét téli bundában

## Fordítás
Ez a szócikk részben vagy egészben  a   Neogale című angol Wikipédia-szócikk ezen változatának fordításán alapul.  Az eredeti cikk szerkesztőit annak laptörténete sorolja fel. Ez a jelzés csupán a megfogalmazás eredetét és a szerzői jogokat jelzi, nem szolgál a cikkben szereplő információk forrásmegjelöléseként.